# Station Schinnen
Station Schinnen is een van de twee spoorwegstations in de gemeente Beekdaelen. Het is sinds 1 mei 1896 het treinstation van de plaats Schinnen. Het station is gelegen aan de spoorlijn Sittard - Heerlen. Tot 1970 kende Schinnen een echt stationsgebouw.
In vroeger jaren kende het station drie sporen. Op een van de sporen werden wagons geladen en gelost van de in de nabijheid van het station gelegen Coöperatieve veiling.
Bij het station is een onbewaakte fietsenstalling aanwezig, evenals fietskluizen. Tevens is er een parkeergelegenheid voor auto's aan de zuidzijde van het station. Treinkaartjes zijn verkrijgbaar via de kaartautomaten. Daarnaast zijn kaartjes verkrijgbaar bij de postagentschappen in Oirsbeek en Spaubeek.

## Treinverbindingen
De volgende treinserie halteert in de dienstregeling 2025 te Schinnen:
| Serie       | Treinsoort         | Route                        | Bijzonderheden |
| ----------- | ------------------ | ---------------------------- | -------------- |
| 32500 RS 15 | Stoptrein (Arriva) | Sittard – Schinnen – Heerlen |                |

## Busverbindingen
- Lijn 53: Geleen - Puth - Schinnen - Hoensbroek

## Afbeeldingen

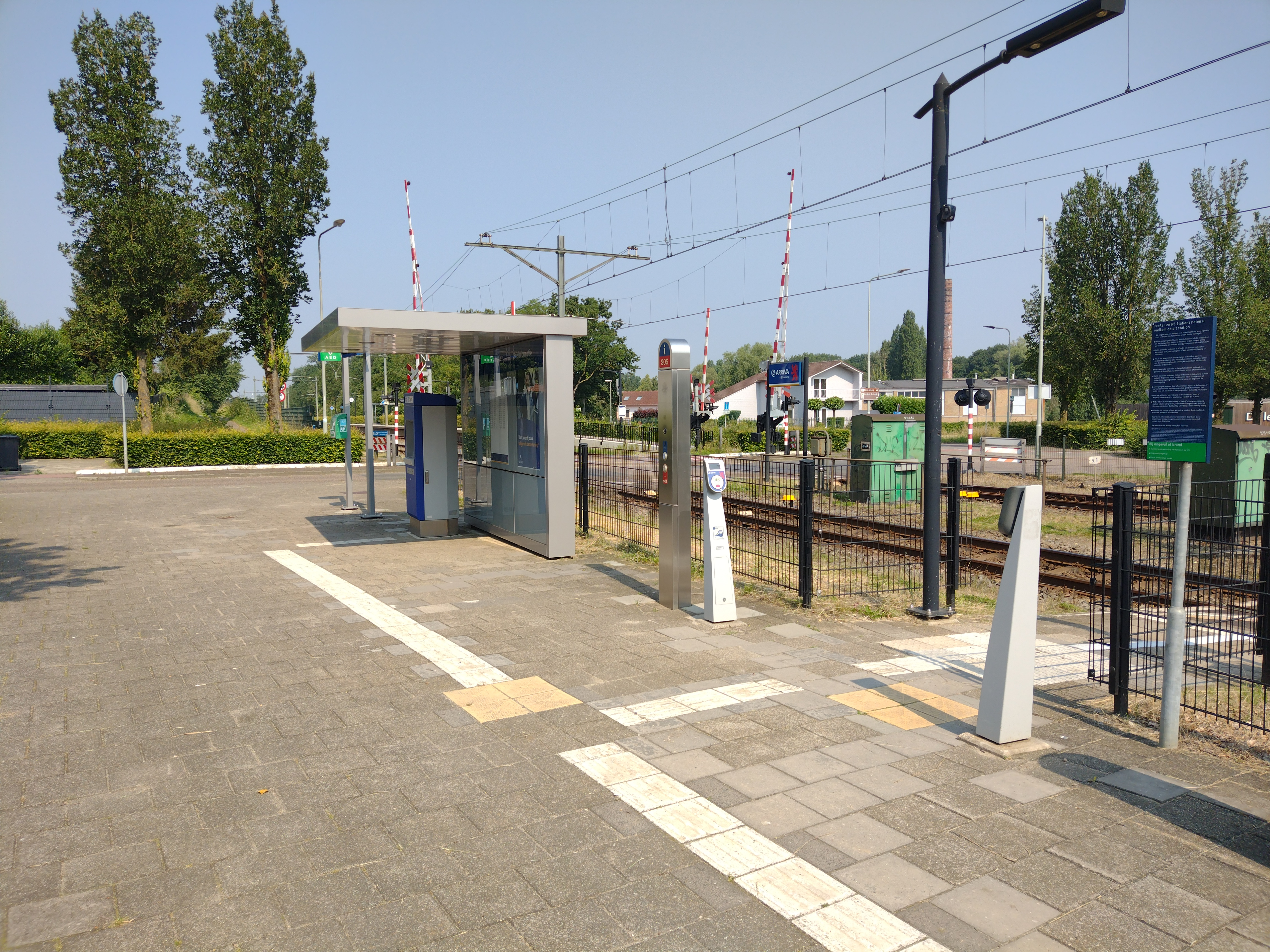
Het station in 2024
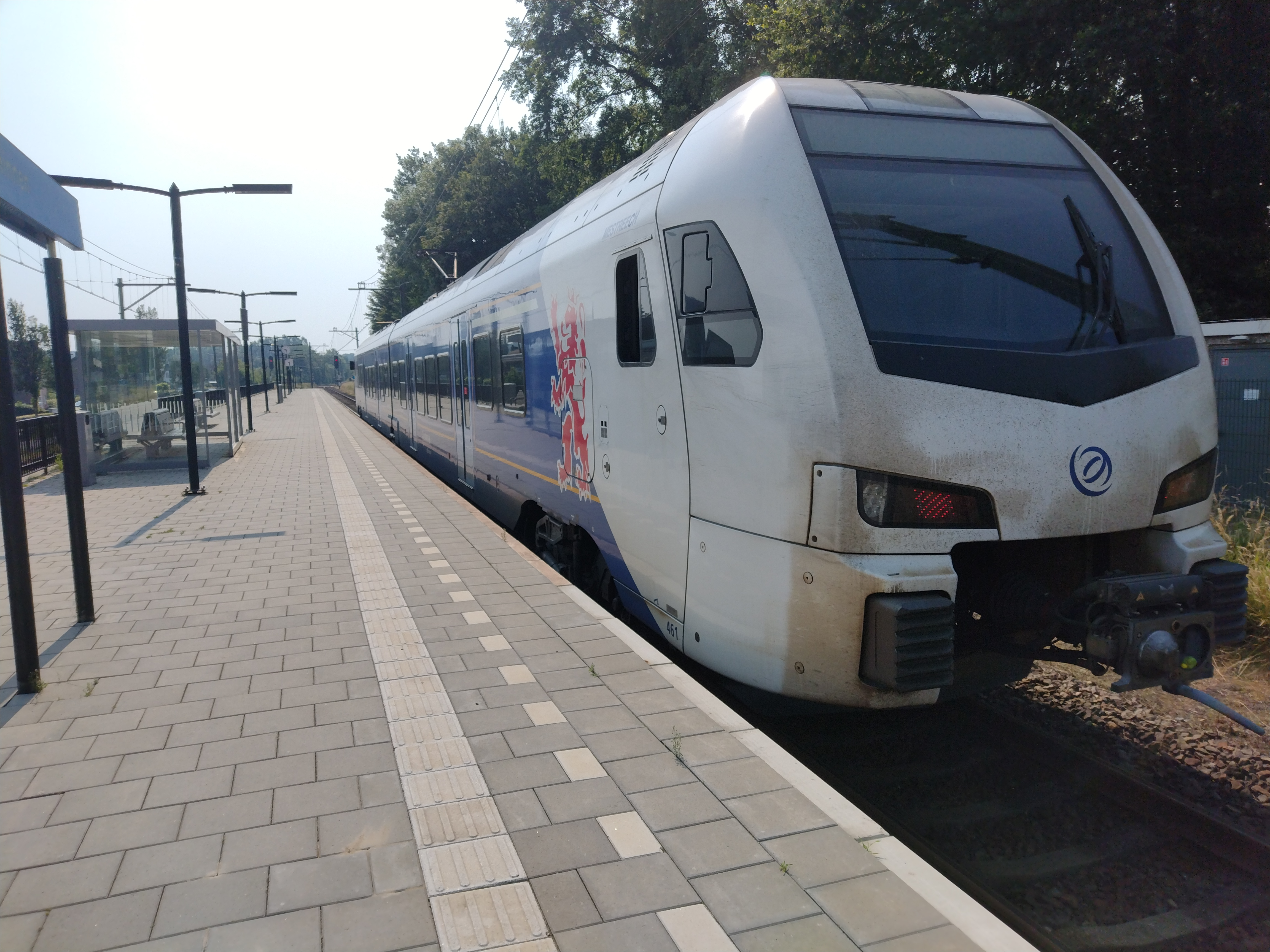
Arriva FLIRT op het station
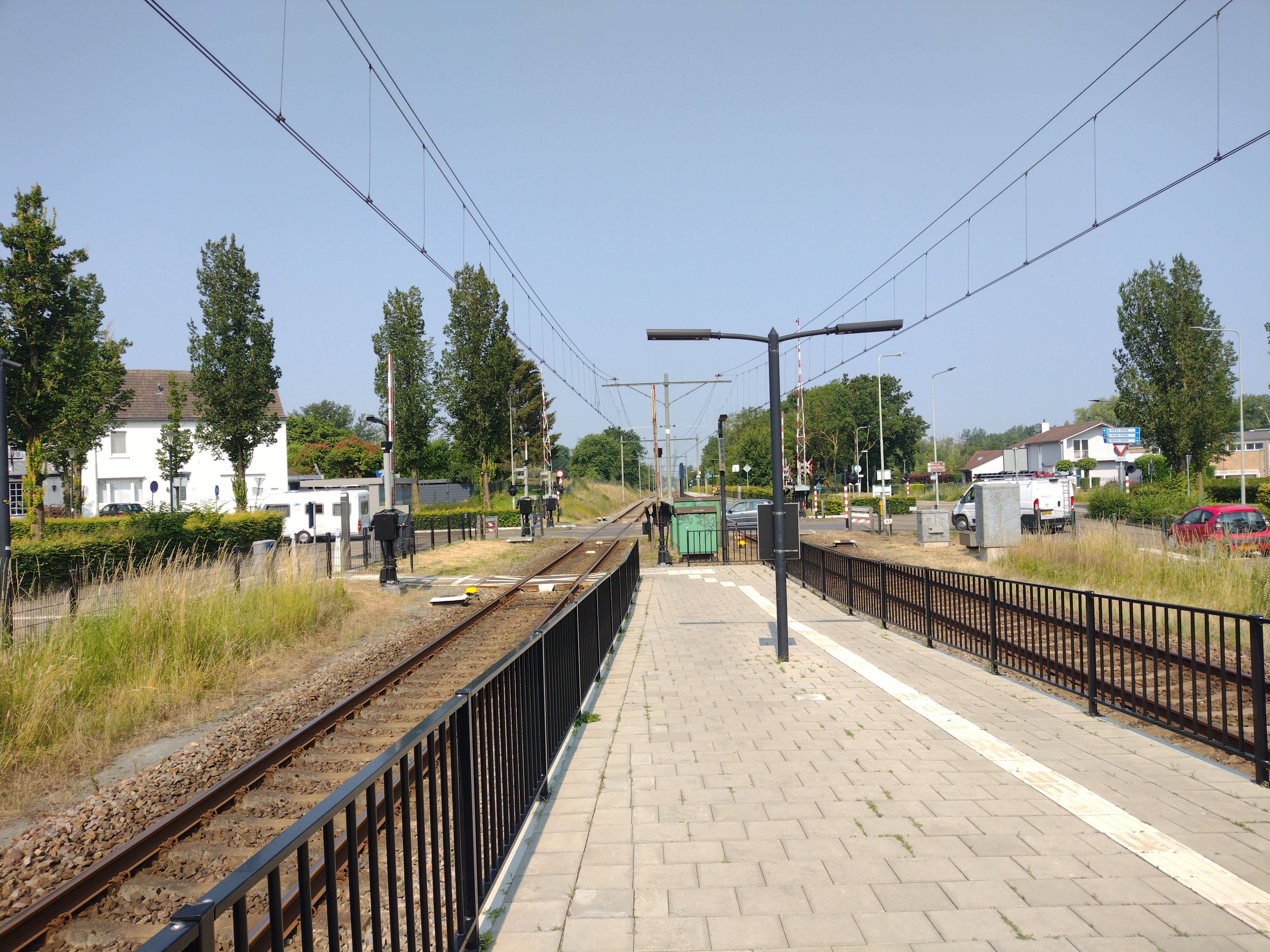
Perrons in bajonetligging

0: Sittard · 2: Ophoven · 4: 
Geleen Oost · 7:
Spaubeek · 9:
Schinnen · 12:
Nuth · 15:
Hoensbroek · 19:
Heerlen · 20:
Heerlen de Kissel · 22:
Landgraaf · 25:
Eygelshoven Markt · 26:
Kerkrade Rolduc (Haanrade) · 27: Rolduc Lokaal · 29:
Herzogenrath
Beek-Elsloo ·
Blerick · 
Bunde · 
Chevremont · 
Echt ·
Eijsden ·
Eygelshoven ·
-Markt · 
Geleen:
-Lutterade · 
-Oost · 
Heerlen ·
-Woonboulevard ·
Hoensbroek · 
Horst-Sevenum · 
Houthem-Sint Gerlach · 
Kerkrade Centrum ·
Klimmen-Ransdaal · 
Landgraaf · 
Maastricht ·
-Noord · 
-Randwyck · 
Meerssen ·
Mook-Molenhoek ·
Nuth · 
Reuver · 
Roermond ·
Schin op Geul · 
Schinnen · 
Sittard · 
Spaubeek · 
Susteren · 
Swalmen · 
Tegelen · 
Valkenburg · 
Venlo · 
Venray ·
Voerendaal · 
Weert
Voormalige stations: zie de lijst van voormalige spoorwegstations in Limburg (Nederland)